# Monteroduni
Monteroduni – miejscowość i gmina we Włoszech, w regionie Molise, w prowincji Isernia.
Według danych na rok 2004 gminę zamieszkiwały 2392 osoby, 64,6 os./km².